# 이지홀딩스
주식회사 이지홀딩스(영어: EASY Holdings)는 대한민국의 기업집단으로, 본사는 서울특별시 강남구 강남대로 310, 유니온센타 3층(역삼동 837-11)에 있다.

## 사업
이지홀딩스는 건강한 먹거리를 제공하고자 하는 소명의식을 가지고 사료첨가제, 사료 농장 및 육가공 식품에 이르는 수직계열화를 완성했다. 현재는 친환경 사육 및 신농법 개발에 매진하고 있다.
농축산식품에 대한 전문성을 바탕으로 생명공학(질병모델동물 개발 등)분야와 해외 식량 기지 건설 등에 꾸준히 진출하여, 대한민국 생물자원산업의 미래를 준비하고 있다.

## 관련 문헌
- 이지홀딩스, 美 FMC 인수…글로벌 기업 도약 ‘key’
- 이지홀딩스, 멕네스 등 자회사 외형 성장 '기폭제'
- 이지홀딩스, 사업안정성 바탕…재무안정성 '이상무'